# Cytheretta punctata
Cytheretta punctata is een mosselkreeftjessoort uit de familie van de Cytherettidae. De wetenschappelijke naam van de soort is voor het eerst geldig gepubliceerd in 1979 door Sanguinetti.